# Dexys Midnight Runners
 (juillet 2018).
Si vous disposez d'ouvrages ou d'articles de référence ou si vous connaissez des sites web de qualité traitant du thème abordé ici, merci de compléter l'article en donnant les références utiles à sa vérifiabilité et en les liant à la section « Notes et références ».
Dexys Midnight Runners (parfois appelés Dexys) est un groupe de pop britannique, avec des influences soul via la northern soul, qui a existé de 1978 à 1986 et reformé depuis 2003.
Leur nom est habituellement écrit « Dexys », sans apostrophe, au lieu de « Dexy's » qui serait pourtant l'orthographe correcte. Le nom complet de ce groupe a parfois été : « Kevin Rowland & Dexys Midnight Runners », Kevin Rowland ayant été le leader du groupe.

## Histoire du groupe

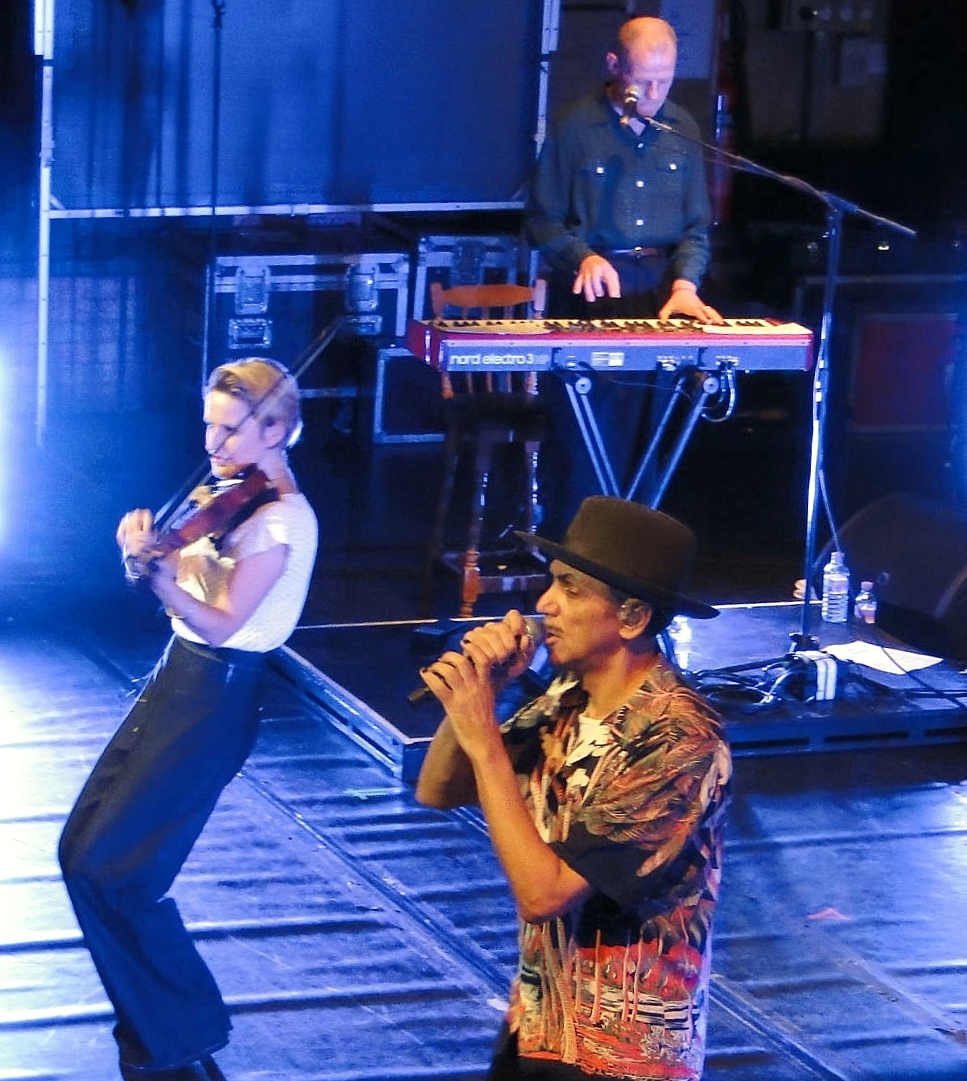
Kevin Rowland

Kevin Rowland (guitare, chant) et Kevin "Al" Archer (guitare, chant), auparavant membres du groupe punk Killjoys, fondent les Dexys en 1978 à Birmingham, en Angleterre. Le nom du groupe fait référence à une drogue récréative, la Dexedrine, un mélange d'amphétamines apprécié dans les milieux Northern soul de l'époque. "Big" Jim Patterson (trombone), Steve "Babyface" Spooner (saxophone alto), Pete Saunders (clavier), Pete William (guitare basse) et Boby "Junior" Ward (batterie) constituent la première line-up du groupe et enregistrent ensemble le premier single du groupe Dance Stance en 1979, édité par le label indépendant Oddball Records. Le titre se place dans les 40 premières places des charts anglais. Le single suivant, Geno, sur Geno Washington, produit par EMI, est premier des charts en 1980. Le groupe recrute de nouveaux musiciens : Andy Leek aux claviers et Andy "Stocker" Growcott à la batterie.
Les membres du groupe sont déçus de leurs parts dans tous ces profits et tentent de renégocier le contrat pour leur premier LP Searching for the young rebels. L'album sort en 1980 et devient un gros succès commercial. Le titre There, There, my Dear fait un carton, et Rowland insiste pour que le moins commercial Keep It Part Two sorte à la suite. Le single a moins de succès et plusieurs musiciens décident de quitter le groupe à cause de mauvaises relations avec Rowland. Celui-ci souhaite en effet imposer, de façon tyrannique pour nombreux de ses pairs, ses propres choix artistiques et marketing, comme le look Robert De Niro docker dans Mean Streets. Archer part fonder un autre groupe, The Blue Ox Babe, tandis que Blythe, Spooner, Williams, Stoker et Mick Talbot (ancien Merton Parkas, qui avait rejoint le groupe aux claviers) fondent leur groupe sans Rowland, The Bureau. Restent donc Patterson et Rowland, qui sont alors rejoints par Billy Adams à la guitare et au banjo, Seb Shelton (batteur sur Secret Affair), Micky Billingham au clavier, Brian Maurice (saxophone alto), Paul Speare (saxophone ténor) et Steve Wynne à la basse. Ils réalisent Plan B, Show Me et Liars A to E en 1981 sans avoir autant de succès.
Finalement, Rowland recrute de fidèles musiciens : Helen O'Hara (du groupe d'Archer, the Blue Ox Babe), Steve Brennan et Roger Mac Duff, qu'il rencontre à l'Esmeralda Express. Avec un nouveau bassiste, Giorgio Kilkenny, cette line-up enregistre Too-Rye-Aye en 1982, un album hybride, entre la soul et le rock celtique, très influencé par Van Morrison. Le premier single, The Celtic Soul Brothers, a un succès moyen mais le suivant, Come On Eileen, est premier aux charts du Royaume-Uni et des États-Unis. C'est le single le plus vendu de l'année 1982 dans ces pays-là. Le groupe fait la même année une reprise de Jackie Wilson Said (I'm in Heaven When You Smile) de Van Morrison que le groupe chantera dans la comédie britannique The Young Ones. Le groupe jouera également ce morceau en direct sur le plateau de l'émission de la BBC Top of the Pops. Pour l'anecdote, au lieu d'y afficher une photo hommage au chanteur américain de soul Jackie Wilson, les ingénieurs chargés des effets graphiques du plateau projettent la photo de Jocky Wilson, un champion de fléchettes écossais.
Sentant que leur rôle est diminué par les nouveaux arrivants, la section de cuivre constituée de Patterson, Speare et Maurice part et forme The TKO Horns avec Howard Jones. Pendant ce temps, Kilkenny est remplacé par Johnny Edwards à la basse et Billingham part rejoindre General Public. Les Dexys continuent à tourner jusqu'en 1983 avec un noyau dur constitué de Rowland, O'Hara, Adams et Shelton accompagnés ponctuellement par d'autres musiciens.
Après une pause de deux ans, les Dexys enregistrent en 1985 le mitigé Don't Stand Me Down, avec Rowland, Adams et Nicky Gatfield, et avec des interventions de Vincent Crane (ex Atomic Rooster), Julian Littman et Tim Drancy (ancien batteur des Al Green's). Rowland cherchera en vain le succès commercial en lançant le single This Is What She's Like. Le groupe se sépare dans les années suivantes malgré le succès de Because of You, qui fut utilisé dans la sitcom britannique Brush Strokes. Rowland entame une carrière solo.
Dexys Midnight Runners s'est reformé (avec Rowland et Petterson) en 2003 et est reparti en tournée. Il a enregistré deux nouvelles chansons pour une compilation de leur musique (Greatest Hits). Il prévoyait un retour sous la forme d'un nouvel album qui ne s'est pour l'instant pas concrétisé.

## Divers
- Dans la série animée Les Simpson, quand Homer reçoit un Grammy Awards, Lisa lui dit dans la version originale « You beat out Dexys Midnight Runners » (« Tu as battu les Dexys Midnight Runner! ») et Homer lui réplique « You haven't heard the last of them! » (« Ils n'ont pas dit leur dernier mot ! »), suggérant que le succès sans lendemain de Come On Eileen n'enlève rien à la qualité des autres morceaux du groupe, ou en référence à plusieurs tentatives avortées de reformation du groupe durant les années 90.
- Dans la nouvelle de Louise Wener Goodnight Steeve McQueen, un des personnages, Vince, est obsédé par les Dexys.
- Kevin Rowland a créé une sorte de monstre de Frankenstein dans le show télévisé Big Train.
- Le groupe apparaît dans un épisode de la série American Dad! (Finances With Wolves, saison 1, épisode 18) dans un flash-back où Francine demande à des stars du rock des années 1980, après avoir couché avec eux, d'investir dans un kiosque à muffins. Les stars sont dans l'ordre : Adam Ant, un membre de ZZ Top et les Dexys Midnight Runners au complet (lors de leur tournée mondiale 1982). Aucun n'accepte. Un membre des Dexys se souvient mal de son nom et elle inspirera donc le célèbre Come On Eileen.

## Récompenses
- Brit Awards de 1983 pour le meilleur single britannique.

### Albums
| Année | Titre                               | Charts UK | Temps passé dans les charts | Dates d'entrée & sortie charts |
| ----- | ----------------------------------- | --------- | --------------------------- | ------------------------------ |
| 1980  | Searching For The Young Soul Rebels | 6         | 10 semaines                 | 26/07/1980 - 27/09/1980        |
| 1982  | Too-Rye-Ay                          | 2         | 46 semaines                 | 07/08/1982 - 25/06/1983        |
| 1985  | Don't Stand Me Down                 | 22        | 6 semaines                  | 21/09/1985 - 26/10/1985        |
| 2012  | One Day I'm Going To Soar           | …         | …                           | …                              |
| 2023  | The Feminine Divine                 | …         | …                           | …                              |

### Singles
| Année | Titre                    | Charts UK | Temps passé dans les charts | Dates d'entrée & sortie charts | Album                               |
| ----- | ------------------------ | --------- | --------------------------- | ------------------------------ | ----------------------------------- |
| 1980  | Dance stance             | 40        | 6 semaines                  | 19/01/1980 - 23/02/1980        | Searching for the young soul rebels |
| 1980  | Geno                     | 1         | 14 semaines                 | 22/03/1980 - 21/06/1980        | Searching for the young soul rebels |
| 1980  | There, there my dear     | 7         | 9 semaines                  | 12/07/1980 - 06/09/1980        | Searching for the young soul rebels |
| 1980  | Keep it                  | …         | …                           | …                              | Searching for the young soul rebels |
| 1981  | Plan B                   | 58        | 2 semaines                  | 21/03/1981 - 28/03/1981        | Too-rye-ay                          |
| 1981  | Show me                  | 16        | 9 semaines                  | 11/07/1981 - 05/09/1981        | …                                   |
| 1981  | Liars A to E             | …         | …                           | …                              | Too-rye-ay                          |
| 1982  | The Celtic soul brothers | 45        | 4 semaines                  | 20/03/1982 - 10/04/1982        | Too-rye-ay                          |
| 1982  | Come on Eileen           | 1         | 18 semaines                 | 03/07/1982 - 15/01/1983        | Too-rye-ay                          |
| 1982  | Jackie Wilson said       | 5         | 7 semaines                  | 02/10/1982 - 13/11/1982        | Too-rye-ay                          |
| 1982  | Let's get this straight  | 17        | 9 semaines                  | 04/12/1982 - 29/01/1983        | …                                   |
| 1983  | Geno                     | 81        | 4 semaines                  | 19/02/1983 - 12/03/1983        | Searching for the young soul rebels |
| 1983  | The Celtic soul brothers | 20        | 6 semaines                  | 02/04/1983 - 07/05/1983        | Too-rye-ay                          |
| 1985  | This is what she's like  | 78        | 2 semaines                  | 16/11/1985 - 23/11/1985        | Don't stand me down                 |
| 1986  | Because of you           | 13        | 10 semaines                 | 22/11/1986 - 24/01/1987        | …                                   |